# Helga María Sista
Helga María Sista (Múnich, 12 de mayo de 1947) es una esquiadora alpina nacionalizada Argentina. Compitió en dos eventos en los Juegos Olímpicos de Invierno de 1968.
Participó de la prueba de slalom en la cual se clasificó en el puesto 27 con 109,16 puntos y en slalom gigante se clasificó en el puesto 38 con un tiempo de 2:11.75.